# カステネードロ
カステネードロ（伊: Castenedolo）は、イタリア共和国ロンバルディア州ブレシア県にある、人口約11,000人の基礎自治体（コムーネ）。

## 地理

### 位置・広がり

#### 隣接コムーネ
隣接するコムーネは以下の通り。
- ボルゴサトッロ
- ブレシア
- カルチナート
- ゲーディ
- マッツァーノ
- モンティキアーリ
- レッツァート

### 地震分類
イタリアの地震リスク階級 (it) では、2 に分類される
。

## 行政

### 分離集落
カステネードロには、以下の分離集落（フラツィオーネ）がある。
- Alpino, Bettole, Taetto, Capodimonte, Fornasette, Macina, Bodea, Santa Giustina, Finiletti

## 姉妹都市
- グラダチャツ、ボスニア・ヘルツェゴビナ